# Ruigsterpolder
De Ruigsterpolder is een voormalig waterschap in de provincie Groningen.
Het waterschap is opgericht in 1878, maar had een voorganger in de vorm van een molenpolder, waarschijnlijk om het meertje De Dellen droog te leggen. Op een kaart uit 1816 wordt gesproken over de molen van de Modder Delling, kennelijk omdat de molen een meerje De Dellen drooglegde. De volmachten van de Ruigster watermolen worden vermeld in 1842. De verbasterde naam Tereveenster watermolen komt tussen 1850 en 1907 vrijwel uitsluitend op topografische en kadastrale kaarten voor. De Ruigstermolen is in 1961 als laatste poldermolen in de omgeving gesloopt.
Het waterschap lag in Siddeburen ten noordwesten van de dorpskern. De noordgrens lag bij het Schildmeer, de oostgrens lag bij de Siddebuurtster Schipsloot, die ongeveer 350 m westelijk van de Damsterweg loopt en vervolgens het verlengde hiervan tot een punt zo'n 1,6 km ten zuiden van de Hoofdweg en de westgrens lag zo'n 500 m oostelijk van de Kappershuttenweg.
De molen van de polder sloeg uit op een watergang die haaks op de Schipsloot stond. In het zuiden van het schap (ten zuiden van de huidige N387) was een kleine onderbemaling van 13,6 ha die zijn water loosde via de Zuidelijke Siddebuursterpolder. Tussen beide waterschappen was daarover een waterakkoord (bemalingsovereenkomst) gesloten.
Waterstaatkundig gezien ligt het gebied sinds 2000 binnen dat van het waterschap Hunze en Aa's.